# Palazzo di San Callisto
Il Palazzo di San Calisto è un palazzo barocco nel quartiere romano di Trastevere e zona extraterritoriale della Santa Sede in Italia. Il palazzo è adiacente alla chiesa di Santa Maria in Trastevere affacciandosi sulla omonima piazza centrale dello storico rione nonché sulla piazza di San Calisto.
Nel cortile del palazzo si trova il pozzo dove, secondo la tradizione, fu martirizzato papa Callisto I da cui il l'edificio prende il nome.

## Storia

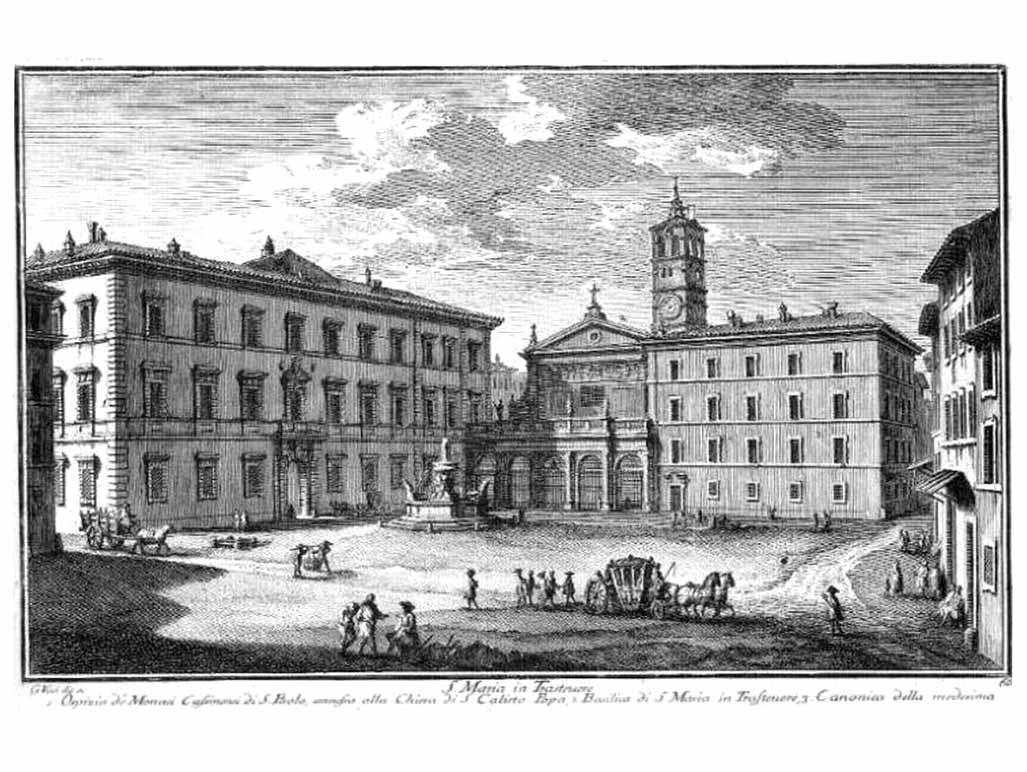
A sinistra Palazzo San Callisto e a destra la chiesa di Santa Maria in Trastevere in un'incisione di Giuseppe Vasi della metà del XVIII secolo.

Il palazzo era originariamente la residenza dei cardinali del titolo di Santa Maria in Trastevere e venne rinnovato nel XVI secolo dal cardinale Giovanni Gerolamo Morone. Papa Paolo V concesse il palazzo ai monaci dell'Ordine di San Benedetto che dovettero lasciare il loro precedente monastero a causa di un ampliamento del Palazzo del Quirinale. L'edificio prese il nome della piccola chiesa adiacente e lo mantiene ancora oggi. Tra il 1610 e il 1618 furono ristrutturati sia la chiesa che il convento. La sua facciata domina ancora oggi la piazza antistante. Nel 1936 l'architetto Giuseppe Momo progettò la costruzione di una nuova ala.
Secondo i Patti Lateranensi tutta la zona del palazzo appartiene alla Santa Sede e costituisce una sua zona extraterritoriale in Italia.

## Utilizzo
Il Palazzo di San Callisto ospita i seguenti uffici:
- Aiuto alla chiesa che soffre;
- Caritas internationalis;
- Circolo San Pietro;
- Dicastero per i laici, la famiglia e la vita;
- Dicastero per il servizio dello sviluppo umano integrale;
- Fondazione Pontificia Scholas Occurrentes;
- Pontificia accademia di latinità;
- Primaria associazione cattolica artistico-operaia;
- Rappresentanza della Santa Sede presso l'Organizzazione delle Nazioni Unite per l'alimentazione e l'agricoltura, il Fondo internazionale per lo sviluppo agricolo, il Programma alimentare mondiale e l'Organizzazione mondiale del turismo;
- Sezione di Roma dell'Ordine equestre del Santo Sepolcro di Gerusalemme;
- Athletica Vaticana

e un certo numero di altre organizzazioni cattoliche che sono parte o direttamente affiliate alla Santa Sede.